# Alonso Aguirre Ramos
Alonso Aguirre Ramos (Chihuahua, 12 de agosto de 1922-México, D.F., 1 de septiembre de 2008) fue un militar y político mexicano, miembro del Partido Revolucionario Institucional, fue diputado federal, senador y Jefe del Estado Mayor de la Defensa Nacional.
Originario del estado de Chihuahua, Alonso Aguirre Ramos ingresó muy joven en el Ejército Mexicano donde alcanzó el grado de General; con el grado de coronel se desempeñó como Jefe de la Sección Segunda del Estado Mayor de la Secretaría de la Defensa Nacional de 1 de junio de 1967 al 15 de diciembre de 1970, por tanto durante los sucesos del Movimiento estudiantil de 1968, por lo cual ha sido acusado de ser uno de los autores de la represión a dicho movimiento y de la Matanza de Tlatelolco el 2 de octubre de 1968, junto con los también generales Luis Gutiérrez Oropeza, Rogelio Flores Curiel, Jesús Castañeda Gutiérrez, Miguel Ángel Godínez Bravo, Héctor Ricardo Estrambasaguas y Raúl Mendiolea Cerecero. Posteriormente ocupó el cargo de Director de Industria Militar.
En 1985 fue elegido diputado federal por el V Distrito Electoral Federal de Chihuahua a la LIII Legislatura hasta 1988, y en ese año fue a su vez electo Senador por Chihuahua en segunda fórmula, siendo electo para un periodo de solo tres años que concluyó en 1991.
El 16 de octubre de 2003 fue llamado a comparecer por los hechos del 2 de octubre de 1968 por la Procuraduría General de la República, acogiéndose a su derecho a no rendir declaración alguna. Falleció en la Ciudad de México el 1 de septiembre de 2008.